# Riserva naturale Laguna di Orbetello
La riserva naturale Laguna di Orbetello è un'area naturale protetta nei pressi della Laguna di Orbetello, in Toscana. La riserva è stata istituita nel 1998 e occupa una superficie di 1.533 ettari nella provincia di Grosseto.

## Storia
Fino agli anni sessanta del secolo scorso, la laguna di Orbetello, area di sosta e nidificazione di numerose specie di uccelli migratori era un'area aperta alla caccia.
Le prime misure di protezione dell'area risalgono al 1971, anno in cui l'allora Ministero della Agricoltura e Foreste, su sollecitazione del WWF Italia, istituì una oasi di circa 800 ettari. Nel 1977 l'area fu dichiarata zona umida di importanza internazionale ai sensi della convenzione di Ramsar e nel 1998, fu istituità la attuale riserva naturale Laguna di Orbetello, contigua alla quale è la Riserva naturale Laguna di Orbetello di Ponente, gestita dal WWF Italia. È un'importante zona di protezione speciale (ZPS) ed è stata proposta come sito di importanza comunitaria (SIC).

## SIR
"Laguna di Orbetello" è anche sito di interesse regionale (SIR), in parte compreso nell'omonima Riserva naturale. Una ridotta superficie del sito è compresa nella Riserva naturale Duna Feniglia e nella Riserva naturale Laguna di Orbetello di Ponente. Una parte del sito è un'Oasi WWF, gestita direttamente dal WWF Italia. L'area costituisce uno dei più importanti ecosistemi lagunari d'Italia.
Area di elevatissimo valore ornitologico esolo parzialmente inclusa fra i siti ICBP, è di interesse nazionale per lo svernamento di Anas acuta, Anas strepera, e Anas Clypeata. 
A livello regionale è il sito più importante per lo svernamento di Fulica atra. 
È anche l'unico sito peninsulare in cui ha nidificato Phoenicopterus roseus, comunque svernante in numero elevato.
È la principale, insieme alla Riserva naturale Diaccia Botrona, area della costa tirrenica per la sosta delle specie ornitiche legate agli ambienti salmastri.
Presenza tra i mammiferi del predatore Martes martes.
I principali elementi di criticità interni al sito sono: 
- Inquinamento delle acque, con fenomeni acuti di eutrofizzazione nei mesi estivi, legato principalmente agli scarichi civili non adeguatamente depurati.
- Attività venatoria in aree marginali del sito che sono di notevolissima importanza faunistica (Stagnino e Stagnone).
- Disturbo antropico nelle aree di nidificazione e dormitorio.
- Scarsità di siti irraggiungibili da predatori terrestri, con conseguenti fenomeni di competizione per lo spazio e danni alla vegetazione (distruzione quasi totale di alberi e arbusti), nelle poche aree adatte alla nidificazione di uccelli acquatici.
- Aumento del gabbiano reale Larus cachinnans, che ha interamente occupato una delle isole più adatte per la nidificazione di specie esigenti.
- Cessazione del pascolo in alcune aree con mosaici di prati annui e salicornieti, con conseguenti fenomeni di colonizzazione arbustiva.
- Presenza di impianti di acquacolura.
- Ipotesi di sviluppo della navigazione lagunare e realizzazione di aree portuali interne.
- Le attività di risanamento della Laguna possono costituire causa di disturbo all'avifauna e di degrado per habitat di notevole pregio.
- Aree inquinate da parte di industrie chimiche oggi dismesse.
- Conflitti fra le attività di pesca e acquacoltura e l'abbondante presenza di uccelli ittiofagi.
- Carico turistico in aumento.

I principali elementi di criticità esterni al sito sono: 
- Presenza di centri abitati, aree commerciali e industriali, insediamenti turistici e importanti assi viari.
- Forte aumento del carico antropico nei mesi estivi.
- Discariche costiere che favoriscono l'aumento del gabbiano reale.

I principali obiettivi di conservazione da adottare sono: 
1. Riduzione degli apporti inquinanti e ulteriori misure per evitare i fenomeni di eutrofizzazione (EE).
2. Mantenimento/incremento dell'integrità funzionale del sito rispetto a eventuali programmi di sviluppo turistico, portuale o produttivo non compatibili con i valori naturalistici (EE).
3. Conservazione e incremento dei popolamenti di specie rare di uccelli nidificanti, migratori e svernanti, anche mediante la tutela e il miglioramento dell'idoneità dei siti irraggiungibili da predatori terrestri, per la nidificazione e il dormitorio di uccelli acquatici (EE).
4. Tutela e gestione delle aree con mosaici di prati annui e salicornieti (habitat di grande importanza faunistica) (E).
5. Mantenimento/incremento delle potenzialità delle aree agricole per la nidificazione e l'alimentazione di specie ornitiche minacciate (E).
6. Riduzione delle cause di conflitto tra uccelli ittiofagi rispetto e attività di pesca e acquacoltura (M).

Indicazioni per le misure di conservazione: 
- Prosecuzione degli interventi di “rivitalizzazione della laguna” in atto da alcuni anni, verificando eventuali impatti delle fasi di cantiere sulle emergenze naturalistiche (EE).
- Verifica della compatibilità di eventuali progetti di sviluppo o, comunque, di attività che potrebbero comportare nuovi impatti sull'ecosistema lagunare e sulle sue emergenze naturalistiche (EE).
- Negli isolotti irraggiungibili dai predatori terrestri, gestione della vegetazione in modo adeguatamente differenziato, in base alle specie ornitiche che utilizzano, o potrebbero utilizzare, i diversi siti (eliminazione di alte erbe e arbusti, nei siti idonei alla nidificazione di sterne e limicoli, e impianto e cura di arbusti, nelle aree idonee all'insediamento di ardeidi), allontanamento diretto e indiretto (mediante l'estirpazione di erbe alte e arbusti necessari per il riparo) dei gabbiani reali nidificanti, istituzione di divieti di navigazione durante il periodo riproduttivo, nelle acque circostanti, e monitoraggio degli uccelli nidificanti e dei dormitori invernali (EE).
- Mantenimento di canali profondi, per impedire l'accesso dei predatori terrestri ai principali isolotti (E).
- Attuazione di misure (gestionali o contrattuali) per il mantenimento delle aree con mosaici di prati annui e salicornieti (verifica delle possibilità di ripristino di un pascolamento controllato o, in alternativa, interventi periodici di sfalcio) (E).
- Misure regolamentari o contrattuali per il mantenimento della potenzialità delle aree agricole, come habitat di nidificazione e di foraggiamento per specie ornitiche rare (E).
- Attivazione di misure per la limitazione del danno economico causato dagli uccelli ittiofagi (M).

Negli ultimi anni si è fatta sempre più sentire la necessità di un Piano di Gestione specifico del sito. La Riserva naturale provinciale è attualmente dotata di un regolamento, valido per l'intero sistema di riserve della Provincia di Grosseto. Pur non risultando uno strumento obbligatorio, ai sensi della L. R. 49/95, il regolamento prevede la realizzazione di appositi piani di gestione per ogni riserva. Per la porzione di territorio gestita dal WWF, vige un regolamento di gestione, valido per l'intero sistema delle Oasi del WWF Italia. Per la Riserva statale è stato recentemente prodotto il Piano di Gestione. Per questo è viva la necessità di piani di settore. 
A conclusione di un progetto LIFE Natura, incentrato sulla conservazione e il recupero di alcuni siti idonei per la nidificazione e la sosta di uccelli acquatici, è stato redatto un piano per il mantenimento e l'incremento dei risultati ottenuti, nel quale vengono descritti dettagliatamente gli interventi necessari per il raggiungimento degli obiettivi di conservazione descritti ai punti 3) e 4).

## Territorio

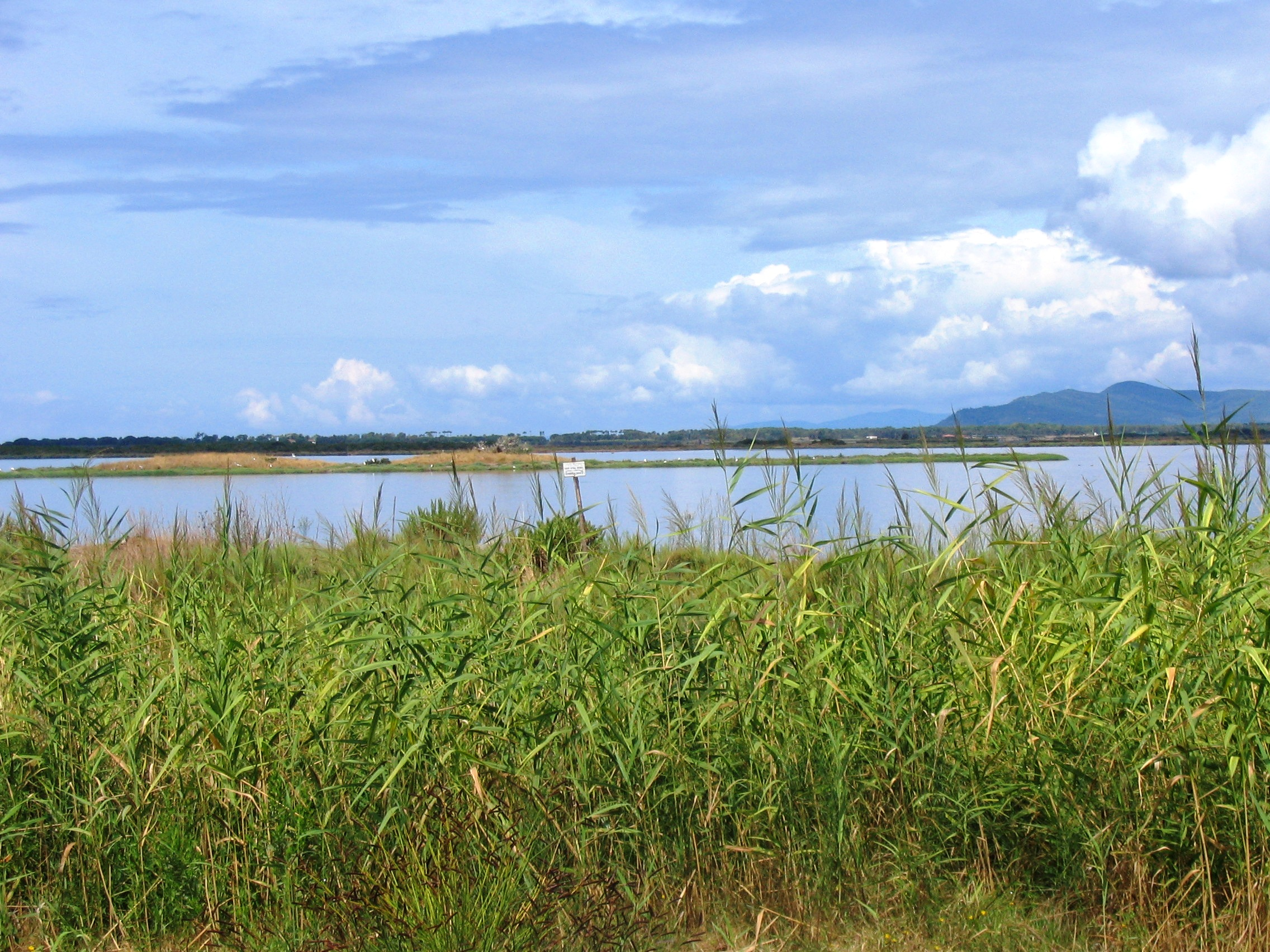
Panorama della Laguna

La riserva tutela una zona umida retrodunale di importanza Internazionale secondo la Convenzione di Ramsar, la quale costituisce la laguna interna più grande del mar Tirreno.

### Geomorfologia
La tipologia ambientale prevalente nel SIR è la principale area lagunare della costa tirrenica. Oltre agli specchi d'acqua, sono presenti aree piuttosto estese (ai margini della laguna e in alcune casse di colmata in essa presenti), con vegetazione dei suoli salmastri annua e perenne. Comprende anche un tratto del Tombolo della Giannella, con spiagge e dune con vegetazione arbustiva e arborea. Le altre tipologie ambientali rilevanti sono le aree agricole e i pascoli, le modeste superfici di palude d'acqua dolce, gli impianti di pini.

## Fauna
L'avifauna rappresenta la componente più importante della fauna della riserva ed è rappresentata da specie rare come l'aquila anatraia minore (Aquila pomarina), l'aquila di mare (Haliaeetus albicilla), l'airone guardabuoi (Bubulcus ibis) per citare le più rare, e poi limicoli, aironi, fenicotteri e anatre in quantità (germano reale, alzavola, mestolone, fischione, oltre all'elegante codone).
L'area umida di importanza cruciale per molte specie ornitiche migratrici, svernanti e nidificanti, è classificata come ‘sito chiave’ (key-site) per il chiurlottello (Numenius tenuirostris), specie prossima all'estinzione. Negli anni novanta vi sono stati i primi casi di nidificazione del fenicottero (Phoenicopterus roseus), svernante con contingenti di migliaia di individui, nell'Italia continentale e peninsulare. È presente un'importante colonia di Ardeidi; alla fine degli anni novanta si sono insediate, per la prima volta in Toscana, piccole colonie di due specie di sterne (Sterna albifrons e Sterna hirundo).
Nel SIR, sono presenti il cuculo dal ciuffo (Clamator glandarius), nidificante; il lanario (Falco biarmicus), svernante irregolare; il falco di palude (Circus aeruginosus), presente tutto l'anno e possibile nidificante irregolare; la moretta tabaccata (Aythya nyroca), migratrice e svernante irregolare; la volpoca (Tadorna tadorna), nidificante e svernante; l'averla cenerina (Lanius minor), nidificante; l'occhione (Burhinus oedicnemus), nidificante; il tarabuso (Botaurus stellaris), migratore e svernante; la sterpazzola di Sardegna (Sylvia conspicillata), nidificante e presumibilmente irregolare.
Presenti per lo svernamento anche gli ibis eremita (Geronticus eremita), estinti in Europa da 400 anni, grazie ad un progetto di ricerca avviato dal Waldrappteam di Vienna.
Tra i rettili, nel SIR sono presenti la testuggine d'acqua (Emys orbicularis) e la testuggine di Herman (Testudo hermanni).
Sono da considerare inoltre gli anfibi e i mammiferi della duna litoranea.
Nel SIR si segnala la presenza di cospicui popolamenti ittici, d'interesse conservazionistico, oltre che economico.

## Flora
La vegetazione è costituita dalla pineta litoranea a pino marittimo e pino domestico e dalla vegetazione sclerofillica con ginepro fenicio e ginepro coccolone, fillirea, alaterno, smilace, lentisco e mirto, leccio, sughera con orniello e roverella nelle zone più umide.
Nell'area contigua, nella parte rivolta al mare, si rinviene la vegetazione psammo-alofila con duna mobile quasi totalmente erosa ma con ancora presenze di specie caratteristiche come la crucianella, la soldanella, il pancrazio ecc.; nella parte orientale è presente una sughereta relitta facente parte del bosco di Patanella.
Nel SIR ci sono popolamenti floristici caratteristici delle lagune salmastre e dei suoli salsi.

## Attività e strutture ricettive
L'oasi di Orbetello comprende tre itinerari. 
- Il primo è quello classico più attrezzato, il Sentiero Ornitologico, percorribile da settembre ad aprile, sia liberamente che con visita guidata; permette l'osservazione dell'avifauna attraverso un percorso con 9 capanni.
- Il secondo è il Sentiero del Bosco di Patanella, dove è allestito un percorso botanico, e sono presenti alcuni capanni per l'osservazione, visitabile tutto l'anno liberamente o con visita guidata.
- Il terzo è il Sentiero escursionistico, che collega il centro visite del Ceriolo con il Bosco di Patanella: è un sentiero più lungo che attraversa vari ambienti e si può percorrere tutto l'anno, solo con visita guidata su prenotazione. Inoltre vi è un piccolo sentiero natura presso il Casale Giannella dove è possibile visitare la mostra sulle zone umide e il giardino delle farfalle.

Percorsi natura, capanni per l'osservazione degli uccelli, giardino delle farfalle, materiale didattico ed infine un Centro di educazione ambientale realizzato all'interno di un casale spagnolo del 1600, dotato di sala riunioni, spazi destinati ad attività didattiche e allestito con mostre tematiche. Altri tre casali più recenti sono adibiti a foresteria, con disponibilità di circa 60 posti letto, una grande sala mensa e una cucina. Il servizio foresteria per gruppi è attivo su prenotazione. Parte dell'energia utilizzata dalla struttura proviene dall'impianto a pannelli fotovoltaici.
Il Centro Visite è gestito dal WWF Italia e parte dell'area è di proprietà dell'Associazione.